# La Madeleine-Bouvet
La Madeleine-Bouvet är en kommun i departementet Orne i regionen Normandie i nordvästra Frankrike. Kommunen ligger i kantonen Rémalard som tillhör arrondissementet Mortagne-au-Perche. År 2022 hade La Madeleine-Bouvet 416 invånare.

## Befolkningsutveckling
Antalet invånare i kommunen La Madeleine-Bouvet
| Referens: INSEE |